# Landschaft (Preußen)
Als Landschaften (eigentlich „Landschaftliche Kreditinstitute“) bezeichnet man die seit dem 18. Jahrhundert in den preußischen Provinzen (außer der Rheinprovinz) gegründeten ritterschaftlichen Pfandbriefanstalten.

## Hintergründe
Bei diesen handelte es sich um Immobilienkreditanstalten für den adeligen Grundbesitz. Der ökonomische Hintergrund war die hohe Verschuldung der Güter. Dabei spielten nicht zuletzt auch die Auswirkungen der Kriege des 18. Jahrhunderts unter Friedrich dem Großen eine Rolle. Es war zwar möglich Hypotheken aufzunehmen, aber für diese mussten hohe Zinsen gezahlt werden. Man hoffte von Seiten des Staates durch einen Zusammenschluss auf ständischer Ebene die Kreditwünsche leichter und günstiger gestalten zu können. Dabei handelte es sich zumindest anfangs nicht um freiwillige Einrichtungen, sondern um Zwangsgenossenschaften. Eine Ausnahme war die Landschaft der Provinz Brandenburg, ein freiwilliger Zusammenschluss.

## Organisation und Funktionsweise
Organisiert waren die Landschaften als Pfandbriefsystem. Die Landschaft stellte einem um Kredit nachsuchenden Mitglied unbefristet geltende Pfandbriefe für sein Gut aus. Die Höhe richtete sich nach dem Wert des Gutes.
Diese wurde dann an Anleger (oft wohlhabende Kaufleute) und zunehmend an private Banken verkauft. Der Verkauf konnte sowohl von Seiten der Landschaft wie von Seiten des Gutsbesitzers erfolgen. Der Käufer konnte die Anteile weiterverkaufen und mit ihnen handeln. Gegenüber dem Kreditgeber haftete nicht der Gutsbesitzer, sondern die Landschaft für das Anlagekapital und die entsprechenden Zinsen. Dagegen hatte die Landschaft gegenüber dem kreditnehmenden Gutsbesitzer notfalls das Recht die Güter in Zwangsverwaltung zu nehmen oder sogar der Zwangsversteigerung zuzuführen.
Im Einzelnen gab es in den verschiedenen Landschaften von Anfang an unterschiedliche Satzungen, die sich im 19. Jahrhundert weiter differenzierten. Letztlich stimmten die Landschaften daher nur in ihren Grundprinzipien weitgehend überein.
Die Landschaften standen unter Aufsicht des Staates, waren aber unabhängig und haben sich selbst verwaltet. Innerhalb einer Provinz waren die Landschaften gegliedert in Ritterschaftskollegien. In der Kur- und Neumark etwa bestanden davon fünf: Altmark, Prignitz, Mittelmark, Uckermark und Neumark. Diese unterstanden der Hauptritterschaftsdirektion in Berlin. Anderswo stand an der Spitze die Generallandschaftsdirektion. Den adeligen Generallandschaftsdirektoren zugeordnet waren juristisch gebildete Syndici. Deren Spitzenkräfte wurden von den Mitgliedern der Landschaften gewählt und vom Seiten des Staates bestätigt. Daneben existierten verschiedene Gremien. Als Generallandtage etwa bezeichnete man etwa in Ostpreußen und anderen Landschaften die Vollversammlung der Mitglieder. Teilweise dienten diese Gremien auch als Ersatz für die nicht mehr einberufenen Landtage zumindest bis zur Schaffung der Provinziallandtage.

## Folgen und Bedeutung
Die Gründung der Landschaften hatte unterschiedliche Folgen. Sie stellten nach der finanziellen Krise infolge des Siebenjährigen Krieges, die Kreditwürdigkeit der Gutsbesitzer wieder her. Auf der anderen Seite führte die Leichtigkeit der Kreditbeschaffung dazu, dass sie Schulden der Güter weiter anstiegen. Für 1799 wurde geschätzt, dass die meist hypothekarische Verschuldung der Güter in der Kurmark bei der Hälfte ihres Wertes lag. In der Folge kam es zu Zwangsverkäufen und freiwilligen Verkäufen und insgesamt zu einer Mobilisierung des Grundbesitzes.
Neben den Staatsanleihen wurden die Pfandbriefe zeitweise zur wichtigsten Anlageform für privates Kapital.
Die Bauern wurden vom System der Landschaften ausgeschlossen, da der Staat eine starke Verschuldung der Höfe verhindern wollte. Bereits früh wurde kritisiert, dass der Großgrundbesitz in Preußen durch dieses System begünstigt wurde, weil er leichter an Kredite kommen konnte, als die bäuerlichen Landbesitzer. Mit Hilfe der landschaftlichen Kredite konnten die Gutsbesitzer neuen Besitz erwerben, der wiederum beliehen werden konnte, um anschließend mit dem Kapital weiteres Land zu erwerben. Die Rittergutsbesitzer nutzten ihre eigene Kreditwürdigkeit und die Schwierigkeiten der Bauern dazu um günstig an bäuerliche Besitzungen zu kommen. Teilweise wurden die Bauern etwa in einigen Kreisen in Ostpreußen dabei fast völlig verdrängt, ehe nach 1849 landwirtschaftliche Rentenbanken entstanden.
Nach dem Vorbild der preußischen Landschaften entstanden Stadtschaften als öffentlich-rechtliche Kreditinstitute der Städte. Die älteste war der Württembergische Kreditverein von 1825, in dem städtische Hauseigentümer und ländliche Grundbesitzer zusammengeschlossen waren.
Acht preußische Landschaften schlossen sich 1873 zur Zentral-Landschaft für die Preußischen Staaten zusammen, die gemeinsame „zentrallandschaftliche“ Pfandbriefe herausgab.

## Einzelne Landschaften

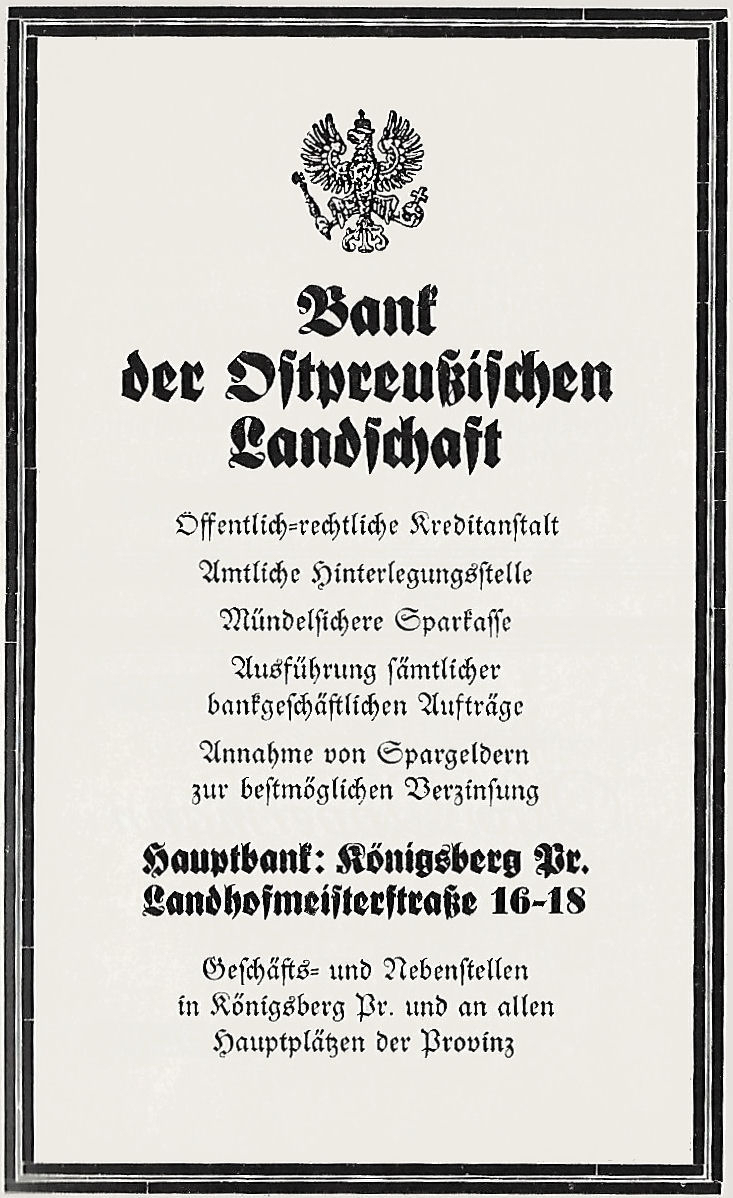
Anzeige (1927)

| Landschaft                                                          | Gründung | Anmerkung |
| Schlesische Landschaft                                              | 1770     | |
| Kur- und Neumärkisches Ritterschaftliches Kreditinstitut            | 1777     | Das Institut wurde nicht Landschaft genannt, da es sich nicht um einen Zwangsverband handelte.                            |
| Pommersche Landschaft                                               | 1781     | Bis 1945; daneben bestand von 1871 bis 1934 die Neue Pommersche Landschaft für Kleingrundbesitz                           |
| Westpreußische Landschaft                                           | 1787     | Neue Westpreußische Landschaft ab 1861                                                                                    |
| Ostpreußische Landschaft                                            | 1788     | |
| Neuer Kreditverein für die Provinz Posen                            | 1857     | Posener Landschaft ab 1887                                                                                                |
| Landschaft der Provinz Sachsen                                      | 1864     | 1866 Landwirtschaftlicher Kreditverein genannt                                                                            |
| Landwirtschaftliches Kreditinstitut für die Ober- und Niederlausitz | 1865     | |
| Neues Brandenburgisches Kreditinstitut                              | 1869     | |
| Landschaft für die Provinz Westfalen                                | 1877     | In den 1980er Jahren umgewandelt in die WL Bank AG Westfälische Landschaft Bodenkreditbank, 2018 fusioniert zur DZ Hyp AG |
| Landschaftlicher Kreditverband für die Provinz Schleswig-Holstein   | 1882     | Schleswig-Holsteinische Landschaft ab 1895                                                                                |
| Märkische Landschaft                                                | 1934     | Fusion des Kur- und Neumärkischen Ritterschaftlichen Kreditinstituts mit dem Neuen Brandenburgischen Kreditinstitut       |